# Jol Chamenjá
Jol Chamenjá är en ort i Mexiko.   Den ligger i kommunen Chilón och delstaten Chiapas, i den sydöstra delen av landet, 800 km öster om huvudstaden Mexico City. Jol Chamenjá ligger 1 286 meter över havet och antalet invånare är 123.
Terrängen runt Jol Chamenjá är huvudsakligen kuperad, men åt nordväst är den bergig. Runt Jol Chamenjá är det ganska tätbefolkat, med 54 invånare per kvadratkilometer. Närmaste större samhälle är Yajalón, 14,6 km väster om Jol Chamenjá. I omgivningarna runt Jol Chamenjá växer i huvudsak städsegrön lövskog.